# Corporação de ofício

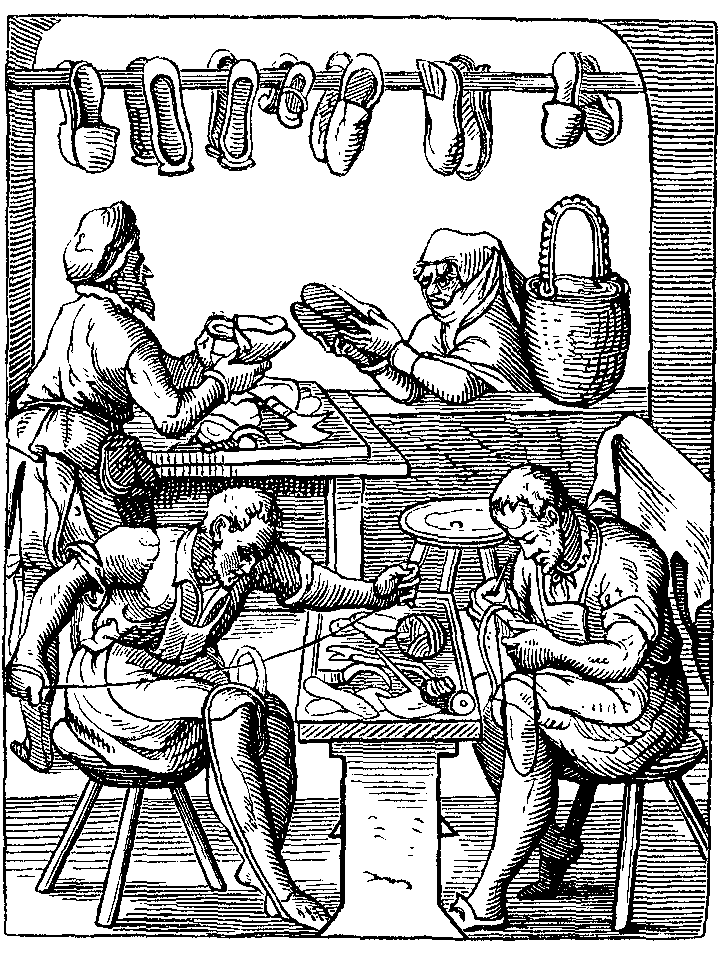
Representação de uma sapataria do século XVI

Corporações de ofício (do latim "corpora" ou "collegia") também chamadas guildas, grémios ou mesteirais, são associações de pessoas qualificadas em um ofício (semelhante aos sindicatos) que surgiram a partir do século XII com as transformações no feudalismo na Idade Média (século V–XV) oriundas das antigas Guildas, com objetivos de: controle econômico dos governantes (teoricamente); regulamentar as profissões e o processo produtivo artesanal nas cidades; defenderem e negociarem de forma mais eficiente, e; evitar a concorrência. Essas unidades de produção artesanal eram marcadas por uma hierarquia (mestres, oficiais e aprendizes) e pelo controle da técnica de produção das mercadorias. Estas associações também tiveram certa importância na América, na época da colonização; algumas tornaram-se importantes na Cidade do México e em Lima.
Dentre as mais destacadas, estão as corporações dos construtores e dos artesãos. Uma pessoa só poderia trabalhar em um determinado ofício — pedreiro, carpinteiro, padeiro ou comerciante — se fosse membro de uma corporação. Caso esse costume fosse desobedecido, corria-se o risco de até mesmo ser expulso da cidade.
Além das associações de desenvolvimento econômico também foram criadas as corporações de cunho político-social e, as religioso (confraria).

## História

### Antigas formas
Há registro de guildas existentes no século IX, no Império Carolíngio (800–888). Contudo, como nessa época o comércio se dava de uma lógica diferente, dependendo de grandes deslocamentos para realizar-se, as guildas desse período funcionavam como caravanas de mercadores, com o objetivo de proteger e defender os mesmos. Havia, nessas corporações de mercadores, um vínculo muito forte de solidariedade e proteção mútua, em razão dos muitos riscos daquelas empreitadas. Tudo que era arrecadado era repartido e utilizado para benefício dos próprios mercadores durante a viagem e o elo entre eles se mantinha mesmo depois do fim das viagens.
Gradativamente, essas associações, que antes eram estabelecidas de forma voluntária, agora tinham cada vez mais importância no âmbito sócio-econômico das regiões em que estavam, já que havia, cada vez mais, um isolamento dos comerciantes que não estavam atrelados às associações e, consequentemente, impossibilitados de exercer suas atividades profissionais fora das guildas. Aos poucos, tais associações criaram regras que beneficiavam os seus associados. Para isso, foi necessário o reconhecimento por parte dos poderes locais e das cidades.
Com o desenvolvimento das cidades, houve cada vez mais o aparecimento de corporações mais complexas e desenvolvidas, que ultrapassavam o modelo das corporações de mercadores e tinham, também, a presença de artesãos. Aos poucos, corporações de ofício, formadas unicamente por artesãos, se mostravam muito mais úteis dentro da realidade das cidades e acabaram tomando o lugar dessas antigas formas de corporação.

### Origem
Modernamente, desde a Roma Antiga (753 a.C.–476 d.C.) existiam agrupamentos de trabalhadores em grupos do mesmo ofício, que pela lei romana eram denominados como corpora ou collegia, e essas possuíam a mesma função que as corporações. Durante as invasões bárbaras, tais instituições desapareceram e, somente no século XII, voltaram como inspiração para o surgimento das cidades, graças às transformações no feudalismo, como o processo de reurbanização e surgimento dos burgos na Europa Medieval.
Existe a teoria de que as corporações surgiram por uma questão de controle econômico dos governantes, já que ainda na época agrícola da Idade Média os reis e senhores feudais exerciam poder sobre pesos e medidas, a moeda e os mercados. Os artesãos, ao chegarem nas novas cidades, deveriam se apresentar às autoridades locais, já que os senhores tinham um direito político de controle de vendas. Nesse contexto, os agrupamentos teriam sido feitos pelos senhores, a fim de melhor regulamentar os produtores e os produtos.
Outra teoria aponta que, com o aumento do comércio, as cidades cresceram. Essas cidades eram construídas com a união de burgos (fortificações), igrejas e terrenos. Seus habitantes eram mercadores. Com o passar do tempo, criou-se um embate entre a lógica feudal e a lógica das cidades, que era comercial. Para solucionar esse conflito, surgiram as corporações, que nada mais eram do que associações de mercadores, que tinham como objetivo garantir liberdade para as cidades em que viviam, de modo que houvesse crescimento contínuo desses locais. 
O homem da cidade queria ser livre e muitas vezes buscava a liberdade através da violência. Por isso, muitas das guerras travadas nas cidades foram lideradas pelas corporações de ofício. Os senhores feudais podiam dar direitos aos mercadores, através de cartas de atribuição de privilégio. Dessa forma, cada vez mais as associações monopolizavam o comércio, deixando de fora tanto não membros, quanto comerciantes estrangeiros.
As mercadorias deveriam, ao chegar na cidade, serem, a princípio, analisadas e compradas pelos membros das corporações. Caso algum estrangeiro ou não membro comprasse ou trocasse alguma mercadoria antes dos membros, o infrator seria punido e o produto confiscado pelo rei. Ou seja, as instituições de poder estavam diretamente ligadas e dispostas pelas associações de mercadores, que determinavam os preços, assim eliminando a concorrência e ganhando cada vez mais poder. 
Na Itália, eram nominadas de mercadantia ou collegia notariorum; na França, confréries; na Inglaterra, Suécia e Holanda, guilds; na Alemanha, Innungen, Gilden ou Zünfle e, por fim, grêmios, na Espanha.

## Princípios e atribuições
As corporações de ofício eram estabelecidas por relações de solidariedade e de auxílio mútuo e tinham como objetivo principal conservar o ofício dos artesãos da qual ela era formada. A transmissão oral do ofício, que se dava no contato mestre-artesão (relação Mestre, Oficiais e Aprendizes), era um processo fundamental para isso, já que, por diversos motivos, sendo um dos principais o resguardo daquelas técnicas a poucas pessoas, eram escassos registros escritos sobre aquelas atividades.
Além disso, as corporações criaram rígidos regulamentos que estavam ligados a um princípio básico de proteção dos produtos e do consumidor e impunham cada vez mais um padrão a ser seguido, garantindo assim a qualidade da mercadoria, já que esses padrões tornavam a falsificação e erros no processo de produção muito difíceis de ocorrer.
As corporações tinham outras atribuições e princípios básicos e são eles: 
1. Ajuda mútua: as corporações, através do seu espírito de fraternidade, garantiam direitos básicos aos seus membros mais necessitados, como o que hoje seria o auxílio desemprego e a aposentadoria;
2. Controle direto da indústria: conhecido também como monopólio da produção de específicos, era vetada a participação de estrangeiros e não membros;
3. Conduta moral entre os membros: eram proibidas vantagens obtidas através de golpes entre membros;
4. Padrão de qualidade: as corporações, visando nome e prestígio, contavam com fiscalizações contínuas de modo a assegurar a qualidade de seus produtos. [9]

## Os membros

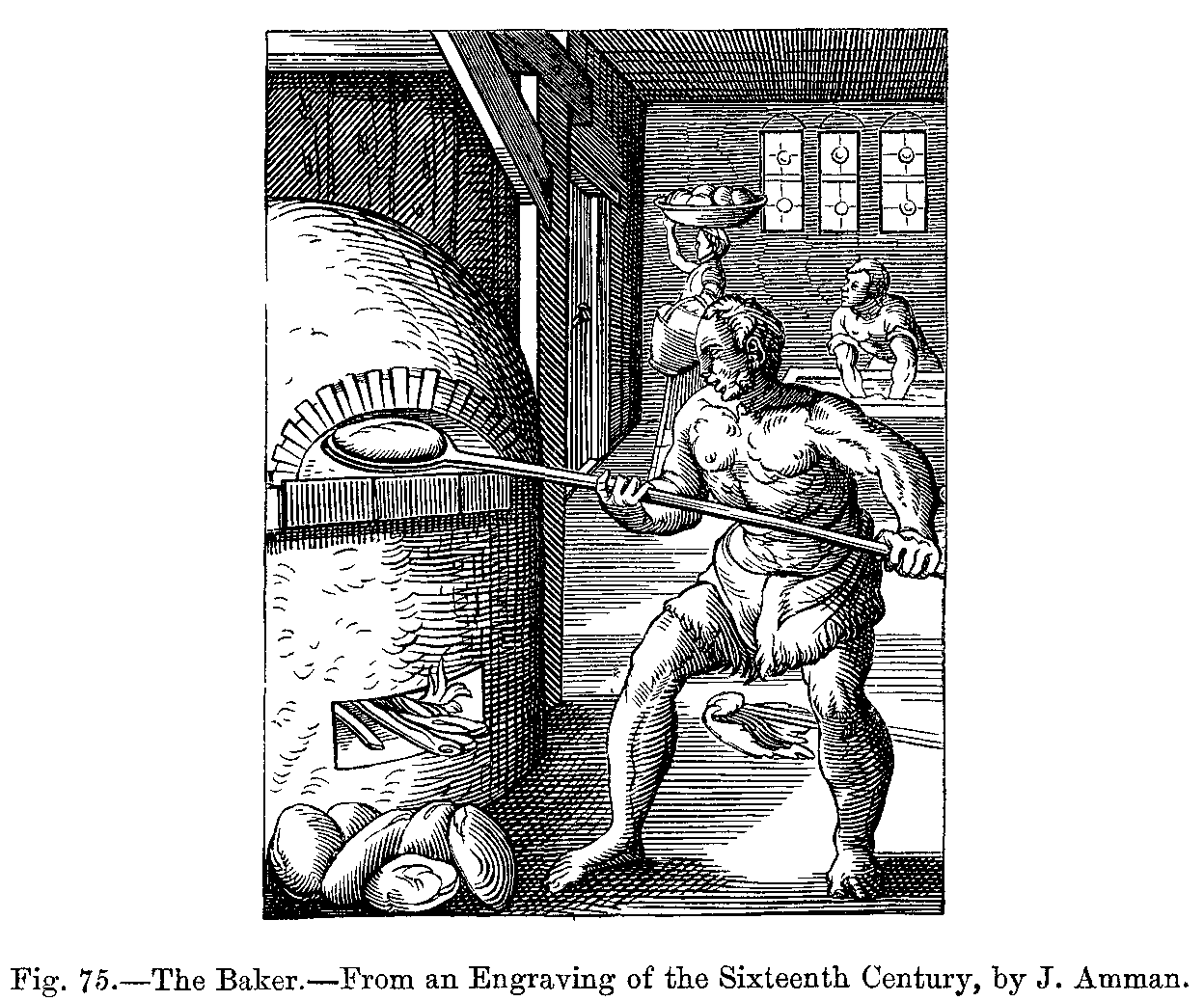
Representação de uma padaria no século XVI

As corporações de ofício podem ser definidas como um conjunto de todos os trabalhadores dedicados ao mesmo ofício em uma determinada cidade. Logo, diferentes trabalhadores de classes distintas da mesma região compunham uma mesma corporação, ocupando funções diferentes. Tal fato possibilitava uma ideia de igualdade e de ascensão, uma vez que os aprendizes poderiam galgar a posição de mestres um dia. Sobre os membros das corporações, temos:
- Aprendizes: trabalhadores jovens não remunerados que aprendiam o ofício com seus respetivos mestres,[1] em um período geralmente de dois a sete anos. Os aprendizes recebiam comida, moradia e ensinamentos de seus mestres artesãos, em troca da ajuda no trabalho, em geral, com o consentimento dos pais;
- Oficiais / Companheiros / Jornaleiros: trabalhadores experientes remunerados. Após concluir o aprendizado, os aprendizes tornavam-se jornaleiros, ou seja, podiam trabalhar para um mestre e receber salários. Geralmente, após economizar, abriam sua própria oficina e tornavam-se mestres;;[1]
- Mestres artesãos: donos das oficinas e dos equipamentos, eram os “comandantes das fábricas” (que geralmente eram domiciliares). Comandavam o processo e,[10] possuíam os maiores conhecimentos no ramo;[1]

A ação educativa do mestre focava tanto nas relações profissionais, quanto na familiar, já que o mestre não somente instruía como também educava o aprendiz, em um processo que se dava unicamente pela cultura oral. A relação entre mestre e aprendiz se desenvolvia a partir de um vínculo que se criava com a família deste último.

## Aspecto político e social
Por terem surgido espontaneamente nas cidades, as corporações de ofício se tornaram uma força política. Em meio a conflitos armados e crise econômica, os mercadores e artesãos das cidades passaram a constituir um meio "revolucionário", no sentido de abandonar velhas práticas feudais. Este movimento revolucionário pode ser analisado a partir de dois aspectos, o dos burgueses das cidades mais prósperas que procuravam entrar nos conselhos do governo e o dos operários têxteis e pequenos artesãos, que buscavam romper com a dominação econômica dos burgueses, nobres e ricos. Os últimos obtiveram êxito em seu propósito e até mesmo conseguiram tomar o poder por um certo período.
Ao longo do século XIV, muitas revoltas aconteceram e, em meados do XVI, durante uma rebelião contra o imperador Carlos V as corporações estabeleceram um governo democrático que foi sufocado pelo exército imperial. Devido, principalmente, à desorganização, todos esses movimentos e levantes fracassaram. Contudo, as autoridades perceberam que havia a necessidade de dominar as corporações sem que houvesse o rompimento delas. Por isso, as retiraram gradualmente da vida política e removeram toda e quaisquer funções militares. Além disso, os governantes das monarquias europeias passaram a regulamentar o ofício das corporações e, apesar de terem as concedido maior autonomia econômica, essa vantagem foi oferecida sob uma forte vigilância.
São exemplos de conflitos entre corporações o do Corpo de Ofícios do Estandarte, de 1539, e a reforma dos Ofícios na Irmandade de São Jorge em 1771, ambas em Lisboa, Portugal. A primeira consistiu em uma petição enviada a D. João III pelos mordomos e procuradores de ofício de São Jorge que estavam insatisfeitos com as disputas de poder existentes nas bandeiras e na Casa dos Vinte e Quatro. Tal petição alegava a subversão das hierarquias entre os ofícios, acusando a discordância em relação ao número, tamanho das corporações e manutenção das regras de eleição para os dois representantes dos mestres na Câmara. Este conflito teve como desfecho uma reforma realizada pela monarquia na composição dos ofícios que se manteve até meados do século XVIII.
Por fim, a reforma dos Ofícios na Irmandade de São Jorge foi realizada por oficiais mecânicos e também foi motivada pelas disputas de poder entre corporações na Casa dos Vinte e Quatro. Porém, foi o juiz do povo que comunicou o Senado da Câmara em 1766 da necessidade de regulamentar os ofícios mecânicos. A regulamentação realizada por D. João III em 1539 já não era mais válida, acarretando na ocorreu a segunda reforma lisboeta. O juiz do povo Clemente Gonçalvez propôs então a redistribuição dos oficiais mecânicos em onze bandeiras e manteve nove outros mesteres não embandeirados. Tal reforma foi encaminhada ao monarca e foi decretada com força de lei.

## Aspecto econômico

### Monopólio industrial das corporações
A origem das corporações também pode ser atribuída a dois outros fatores, o poder local e a ação voluntária. Tais fatores configuram-se em interesses diferentes, pois um consiste em agir com o intuito de proteger o consumidor enquanto o outro consiste em buscar uma autonomia maior para as produções. Dessa forma, as autoridades deveriam garantir o equilíbrio dessas forças por meio das legislações. Portanto, as corporações, mesmo que com uma predisposição a autonomia e a autogestão, ainda eram mais ou menos regulamentadas dependendo da região.
A partir do século XI as corporações reservavam o direito ao monopólio da produção a seus grupos. Essa política econômica exclusivista e protecionista garantia benefícios aos artesãos, uma vez que o monopólio profissional assegurado era visto como um perigo aos compradores que se viam sem defesa contra os artesãos que não possuíam concorrência. Porém, os poderes públicos não concediam tal privilégio sem cobrar algo em troca. Na Inglaterra, por exemplo, os craft gilds pagavam à coroa anualmente pelo direito ao monopólio. Pelo mesmo motivo, algumas taxas também eram cobradas às corporações na França, Alemanha e nos Países Baixos.
Nesse mesmo contexto, não havia nenhuma legislação que obrigasse todos os produtores a entrarem em uma corporação. Entretanto, a fim de obrigá-los a entrar, os produtores já pertencentes a elas organizavam boicotes aos outros até que todos estivessem ligados às corporações.

### Tendência das corporações à autonomia
No século XII, com o aumento da produção e da influência nas cidades, as corporações se tornaram mais autônomas. Com a ampliação do sentimento de independência, suas demandas eram pelo direito de administração, de poderem se reunir para discutir seus interesses, de possuir um sino e um carimbo e de poder intervir no governo ao lado dos ricos mercadores que possuíam o poder concentrado em suas mãos.
Em consequência disto, também no século XII e XIII, houve numerosas revoltas por toda Europa. Porém, a tentativa de obter mais autonomia não foi bem sucedida. O desfecho de tais revoltas acarretou em um maior endurecimento da legislação que as regulava.
Já no século XIV, após muitas reivindicações, grande parte das corporações passaram a ser reconhecidas como corpos políticos, podendo nomear seus decanos e jurados e exercendo o governo em conjunto com a alta burguesia. 

## Aspecto religioso
Com a finalidade de se protegerem, os artesãos começaram a se dividir entre si, pelo critério de profissão e por ofício. Eles tinham relações de solidariedade e auxílio mútuo, muitos comerciantes foram unidos por conta das irmandades religiosas, chamadas Confrarias. Por conta dessas relações, surgiram os intelectuais da Idade Média; a partir deles, teriam surgido as universidades medievais e, paralelamente, as corporações de ofício. Ambas têm como origem a liberdade. Por estarem ligadas à religião, a universidade era submetida a diversas obrigações religiosas e com frequência existia uma tendência de unir o mundo sagrado ao mundo profano dos ofícios.
A religiosidade exerceu forte influência nas corporações de ofício durante muito tempo. Essa influência acontecia como forma de buscar a defesa do ofício e seus membros, e principalmente, para afirmar a moral e a ética presente na profissão. Ou seja, o caráter religioso e patriarcal, e a pressão do que seria um mercado consumidor, formavam influências que se fortaleciam, sendo inútil discutir qual era mais forte.

## Colapso das corporações
Com o crescimento do comércio em nível internacional, a instabilidade desse ambiente modificou grandemente sua estrutura.
O justo preço, cultivado por quase toda a Idade Média, foi o primeiro a ser substituído, pelo preço de mercado, regulado pela oferta e pela demanda. Assim, as corporações começam a entrar em colapso por diversos motivos. Um deles, por exemplo, é a desigualdade que se cria entre mestres, uns mais ricos que outros. Isso cria uma discriminação, onde os mestres mais ricos passam a controlar tanto as corporações como o poder municipal e, consequentemente, o poder jurídico. Além disso, o aumento da distância entre mestres e jornaleiros faz com que estes se percam na busca por maiores posições, criando corporações próprias, semelhantes aos sindicatos de hoje.
O que antes se caracterizava como fraternidade agora (fim do século XVI) se configura como uma luta de classes, entre patrões e empregados. As corporações de jornaleiros, que lutavam por direitos e salários melhores, são colocadas na ilegalidade pela justiça aparelhadas pelos grandes mestres. Aos poucos, essas corporações declinam.
O mestre artesão colecionava cinco principais funções: a de fabricante, a de negociante (ou mercador), a de empregador, capataz e lojista. Com a expansão do mercado, no entanto, modificam-se as estruturas desses regimes. Isso ocorre já que produzir mercadorias para um mercado pequeno e estável com relação direta entre freguês e comerciante é muito mais fácil e possível do que produzir para toda uma nação ou além de uma. As corporações deixaram de ser úteis quando os mercados se tornaram internacionais.
Com o surgimento de uma figura, o intermediário, o mestre perdeu suas funções de negociante e lojista. Os intermediários, por sua vez, tinham nas corporações artesanais grandes obstáculos. Por isso, sempre tentavam driblar suas regras e estatutos de forma a assegurar vantagens. As velhas tradições das corporações atrapalhavam essas figuras, oscilantes e ousadas em seu acúmulo de capital. 
As corporações, sem forças para reagir, foram minguadas. Seu regime transformou-se em um regime de produção doméstica, cujo local de trabalho ainda era nas fábricas dos mestres, mas a matéria prima era fornecida pelos intermediários. Assim, os mestres tornaram-se assalariados, assim como os jornaleiros.
O regime de comércio ao longo da história, segundo Leo Huberman, pode ser definido da seguinte maneira:
1. Sistema familiar: os membros de uma família produzem artigos para seu consumo, e não para venda. O trabalho não se fazia com o objetivo de atender ao mercado. Princípio da Idade Média;
2. Sistema de corporações: produção realizada por mestres artesãos independentes, com dois ou três empregados, para o mercado, pequeno e estável. Os trabalhadores eram donos tanto da matéria prima que utilizavam como das ferramentas com que trabalhavam. Não vendiam o trabalho, mas o produto do trabalho. Durante toda a Idade Média;
3. Sistema doméstico: produção realizada em casa para um mercado em crescimento, pelo mestre artesão com ajudantes, tal como no sistema de corporações. Com uma diferença importante: os mestres já não eram independentes; tinham ainda a propriedade dos instrumentos de trabalho, mas dependiam, para a matéria prima, de um empreendedor que se interpusera entre eles e o consumidor. Passaram a ser simplesmente tarefeiros assalariados. Do século XVI ao XVIII;
4. Sistema fabril: produção para um mercado cada vez maior e oscilante, realizada fora de casa, nos edifícios do empregador e sob rigorosa supervisão. Os trabalhadores perderam completamente sua independência. Não possuíam a matéria prima, como ocorria no sistema de corporações, nem os instrumentos, tal como no sistema doméstico. A habilidade deixou de ser tão importante como antes, devido ao maior uso da máquina. O capital tornou-se mais necessário do que nunca. Do século XIX até hoje. [18]